# 21854 Brendandwyer
21854 Brendandwyer è un asteroide della fascia principale. Scoperto nel 1999, presenta un'orbita caratterizzata da un semiasse maggiore pari a 2,6189302 UA e da un'eccentricità di 0,1250442, inclinata di 4,59814° rispetto all'eclittica.